# Карло Адзеліо Чампі
Ка́рло Адзе́ліо Ча́мпі (італ. Carlo Azeglio Ciampi; 9 грудня 1920, Ліворно — 16 вересня 2016) — італійський політик, президент Італії (1999—2006).

## Життєпис
Карло Адзеліо Чампі народився 9 грудня 1920 року в Ліворно на тосканському узбережжі Тірренського моря (Італія), в сім'ї власника невеличкої фірми з виробництва оптичних приладів. Коли з'явися Карло, в сім'ї вже був трьохрічний син. В дитинстві був жвавим хлопчиком, у школі вчився на відмінно.
Освіта: Карло Адзеліо Чампі навчався в престижному італійському університеті, отримав там літературний ступінь, потім навчався в університеті «Піза», і отримав там ступінь з юриспруденції.
Відразу після навчання у 20-ти річному віці був мобілізований на фронт.
1944 року Чампі був звинувачений у шпигунстві, але його врятував манускрипт про соціалістичний лібералізм, який знаходився при ньому, і його відпустили. Вийшовши з війни у чині молодшого лейтенанта Карло повернувся у рідне Ліворно, де організував свою Партію дій.
Робота в Італійському банку: Після закінчення університету працював в Італійському банку:
- з 1960 року — в центральній адміністрації;
- з 1972 — став його генеральним секретарем;
- з 1976 року до 1978 — займав посаду віце-генерального директора;
- у жовтні 1979 року був призначений губернатором Італійського банку.

Державні посади:
- з 1979 до 1993 року — Президент Італійського офісу обміну;
- з 1993 до 1994 року — прем'єр-міністр;
- з 1994 до 1999 року — скарбник міністерства;
- 13 травня 1999 року — був вибраний на пост президента;
- травень 2005 року — отримав премію Карла Великого за вклад в європейську інтеграцію.

Сімейний стан: Одружений. Ім'я дружини — Франка. Має двоє дітей — дочку Габрієллу, сина Клаудіо та троє внуків.
Володіння мовами: італійська (рідна), німецька.